# Zeichentrickfilm

Rotoskopie: Ein galoppierendes Pferd nach den Reihenaufnahmen von Eadweard Muybridge

Ein Zeichentrickfilm ist eine Spezialform der Animation und besteht aus vielen, meist per Hand hergestellten Zeichnungen, die zeitlich nacheinander präsentiert werden. Durch geringfügige Änderung des Inhalts, von Bild zu Bild, entsteht beim Betrachter der Eindruck, dass es sich um ein Bewegtbild handelt.
Die technisch einfachste Art, den Effekt eines Zeichentrickfilms zu erzeugen, ist das Durchblättern eines Daumenkinos.

## Geschichte

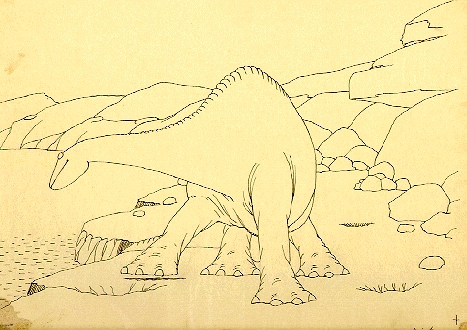
Szenenbild aus dem Zeichentrickfilm Gertie the Dinosaur (1914)

Die ersten gezeichneten Filme schuf der Franzose Émile Reynaud, mit Hilfe des von ihm entwickelten Praxinoskops. Um 1877 stellte er mit diesem Verfahren, das als Vorläufer der Kinematographie galt, seine ersten animierten Bilder vor. 1906 gilt als das Geburtsjahr des Zeichentrickfilms, als der US-Amerikaner J. Stuart Blackton mit Humorous Phases of Funny Faces seinen ersten vollständig animierten Film präsentierte. Zwei Jahre später veröffentlichte der Franzose Émile Cohl seine ersten Zeichentrickfilme, die er direkt auf Filmstreifen zeichnete.
Besonders populär wurden die Filme des Karikaturisten Winsor McCay, der 1911 seine Comicreihe Little Nemo in einem Kurzfilm umsetzte und 1914 mit Gertie the Dinosaur die erste populäre Zeichentrickfigur schuf. Infolgedessen entstanden Anfang der 1920er Jahre viele Studios, deren bekannteste die von Max Fleischer (Koko der Clown, Betty Boop, Popeye), Pat Sullivan (Felix the Cat), Bud Fisher (Mutt and Jeff) und Walt Disney (Micky Maus) waren. In diesen Studios wurde das arbeitsteilige System von Spezialisten entwickelt, welches bis heute besteht, und den bis dahin allein arbeitenden Animator ablöste.
Der erste Animationsfilm in Spielfilmlänge war der in Argentinien von Quirino Cristiani geschaffene Film „El Apóstol“ aus dem Jahr 1917; jedoch handelte es sich dabei nicht um Zeichentrick, sondern um einen Flachfigurenfilm. Bei einem Brand im Jahr 1926 wurden sämtliche Kopien des Films zerstört. In Europa wurde mit dem schwedischen „Kapitän Grogg“ eines der frühen Werke des Zeichentrickfilms geschaffen. In Deutschland wirkten Rudolf Leonard, Otto Dely sowie Lotte Reiniger, die mit ihren Silhouetten-Animations-Filmen große Popularität erlangten. In Österreich waren Ladislaus Tuszyński und Peter Eng die ersten Trickfilmzeichner.

## Technische Entwicklung

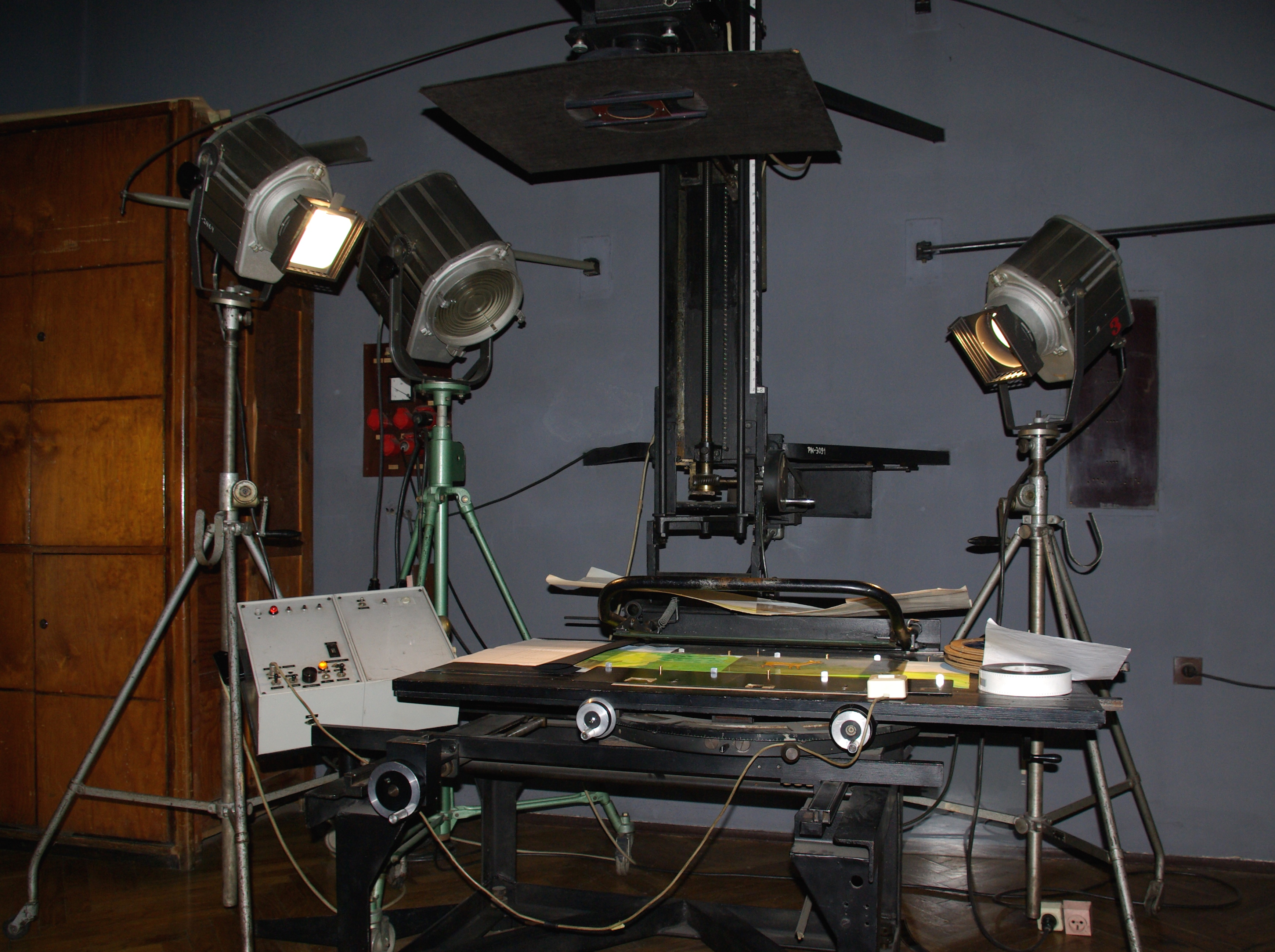
Installation zum Abfilmen der Cels

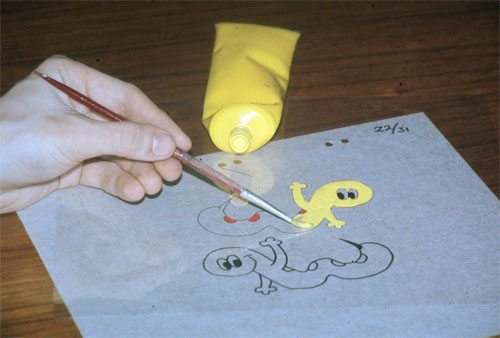
Ausmalen einer Folie („Cel“)

In den Anfängen wurden die Zeichnungen noch direkt auf den Film gezeichnet. Kurze Zeit später wurde dieser Prozess durch ein leicht verbessertes Verfahren abgelöst, bei dem die Papierblätter mit den Zeichnungen unter die Kamera gelegt und aufgenommen wurden. Etwa ab 1920 wurden die Zeichnungen auf Folien („Cels“) übertragen, welche es ermöglichten, die Animation mit aufwendigen Hintergründen zu kombinieren. 1928 kam der Ton hinzu, ab 1930 die Farbe (in dem Revuefilm King of Jazz mit dem Orchester Paul Whiteman). 1933 entwickelte der Erfinder und Zeichner Ub Iwerks, der bis 1930 für Disney gearbeitet hatte, die Multiplan-Kamera, mit der flache Hintergrundelemente auf verschiedenen Ebenen unabhängig voneinander bewegt werden konnten, und so einen räumlicheren Eindruck erzeugten. In den 1950er Jahren adaptierte Iwerks das Xerox-Kopiersystem, welches die Zeichnungen direkt auf Folie kopierte. Die glatten per Hand „geinkten“ Umrisslinien wurden von einem viel raueren Bleistiftstrich abgelöst. Stephen Bosustov entwickelte bei UPA einen neuen, grafisch orientierten Stil mit weniger Details, der besser für das neue Medium Fernsehen geeignet war. In der Folge entwickelten er und andere Studios die „Limited Animation“. Um nicht ständig komplette Figuren neu zeichnen zu müssen, wurde eine Figur so auf mehrere Ebenen verteilt, dass nur noch die sich tatsächlich bewegenden Teile neu gezeichnet werden mussten. Diese von Kritikern beklagte Entwicklung war vor allem dem geringen Budget des Fernsehens geschuldet.
Der Computer zog relativ spät in die Zeichentrickwelt ein. Zuerst in den Kameraraum, wo ungefähr ab 1970 Kamerafahrten vom Rechner kalkuliert und ausgeführt wurden. In den 1990er Jahren ersetzte das Einscannen das frühere Kopieren der Zeichnungen; nachfolgende Arbeitsschritte wie Kolorieren und Kamera fanden jetzt im Computer statt. Heutige Produktionssysteme in großen Studios automatisieren möglichst viele Arbeitsgänge, aber immer noch ist ein Zeichentrickfilm vor allem eine handwerkliche Arbeit, die entweder mit Bleistift und Papier oder auf einem Grafiktablett ausgeübt wird. An einem abendfüllenden Zeichentrickfilm arbeiten etwa 20 bis 400 Menschen und es werden mehrere zehntausend Zeichnungen angefertigt.
Neuere Entwicklungen integrieren häufig auch dreidimensional am Computer erstellte Objekte, die hauptsächlich für Fahrzeuge oder sich bei Kameraschwenks bewegende Objekte eingesetzt werden. Aber auch bei Charakteren werden teilweise Computeranimationen eingesetzt, die beispielsweise realistisch fallendes Haar ermöglichen, sich aber in die klassisch erstellten Zeichnungen integrieren.

### Arbeitstechniken
Der klassische Arbeitsablauf großer Studios beginnt mit einem Drehbuch und dem Entwurf der handelnden Figuren. Das Drehbuch ist Grundlage für das Storyboard, in dem für jede Einstellung mindestens eine Zeichnung steht, aus der Kameraeinstellung, Bewegung der Figuren und Art des Hintergrundes erkennbar sind. Nach dem Storyboard werden Layouts gezeichnet, und zwar in der Größe, in der sowohl Animatoren wie Hintergrundkünstler arbeiten. Für jede Figur existiert ein Model Sheet einschließlich einer Figurine, die die verbindlichen Vorlagen für alle Zeichner darstellen.
Üblicherweise werden, wenn das Drehbuch komplett ist, die Dialoge der Figuren aufgenommen. Ein Trackreader (heutzutage oft eine Software) überträgt sie Laut für Laut in die X-Sheets („exposure sheets, auch dope sheet“). Das X-Sheet ist ein einzelbildgenaues Drehbuch für jede einzelne Einstellung (die im Animationsbereich „Szene“ genannt wird), das für den Animator und den Kameramann verbindlich ist. Pro Einzelbild enthält es eine Zeile, in der eingetragen wird, welcher Laut gerade zu hören ist und welche Zeichnungen unter die Kamera gelegt werden sollen. Außerdem werden sämtliche Kamerabewegungen festgehalten.

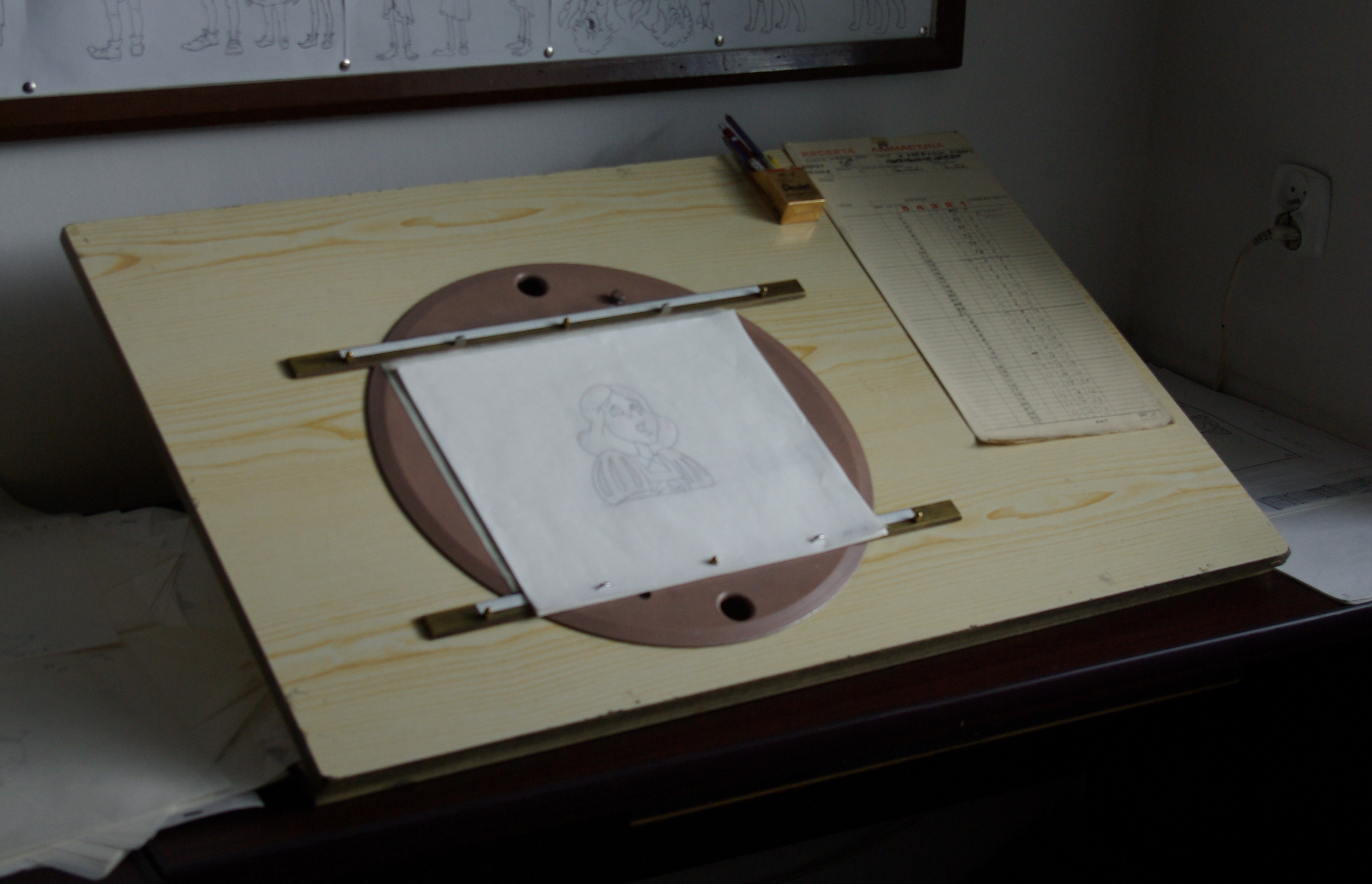
Zeichentisch für Entwürfe von Zeichentrickfilmen

Der Animator erhält das Storyboard, die nötigen Modelsheets, eine Kopie des Layouts und das X-Sheet. Er entwirft nun mit einigen skizzenhaften Zeichnungen das Gerüst der Animation, die Schlüsselbilder (engl. Keyframes) oder Hauptphasen. Das sind jene Zeichnungen, die die Bewegung definieren. Um seine Arbeit zu überprüfen, nimmt er sie mit dem linetester auf, einer Software, die per Videokamera aufgenommene Zeichnungen auf einem Rechner abspielt. Dabei kann er jede Zeichnung so lange in der Zeit verschieben, bis das Timing passt. Sind der Animator und der Regisseur mit der Szene zufrieden, geht die „rough animation“ zum Assistenten des Animators. Der zeichnet die „cleanups“, also Reinzeichnungen der Schlüsselbilder, getreu nach den Vorgaben des Modelsheets, und fügt evtl. „breakdowns“ hinzu. Das sind Zeichnungen zwischen den Schlüsselbildern, die die Bewegung noch genauer definieren. Der wachsende Stapel Papier gelangt nun zum Inbetweener oder Zwischenphasenzeichner, der die immer noch fehlenden Zeichnungen zwischen die bereits existierenden einfügt.
Für normale Bewegungen genügen 12 Zeichnungen pro Sekunde Film. Bei extrem schnellen Bewegungen oder Bewegungen quer durchs Bild braucht es bis zu 24 Zeichnungen, damit die Abstände zwischen den Positionen nicht so groß werden und die Bewegungsillusion nicht zerstört wird. Bei Studios wie Disney liegt der Durchschnitt bei etwa 18 Zeichnungen pro Sekunde. TV-Serien kommen stellenweise mit 6 Zeichnungen pro Sekunde aus. Im Laufe der Jahre wurden viele Techniken entwickelt, um Zeichnungen zu sparen, und die Bewegungsillusion statt durch Anfertigung vieler Zeichnungen durch die Wahl der Bildausschnitte, Schnitte oder Kamerafahrten über Standbilder zu erzeugen.
Des Weiteren ist es üblich, die Zeichnungen in verschiedene Ebenen aufzuteilen: In Dialogszenen wird zum Beispiel nur die Mundbewegung animiert, der Körper jedoch nur wenig. Auch werden oft Zeichnungen wiederverwendet. In einer Dialogszene wird zum Beispiel der Körper in einer Schleife animiert, um eine natürliche Bewegung zu simulieren. Dieses Aufteilen in Ebenen wird normalerweise durch den Keyanimator vorgenommen. Daher hat das X-Sheet zwar eine Zeile pro Belichtung, aber mehrere Spalten für die verschiedenen Ebenen.
Sind sämtliche Zeichnungen vorhanden und ist die Szene mehrfach getestet und abgenommen, kann sie koloriert werden. Früher wurden sämtliche Zeichnungen auf Folie übertragen oder kopiert und diese dann per Hand auf der Rückseite ausgemalt. Heutzutage findet das Kolorieren immer mehr im Computer statt. Der Colorist arbeitet am Bildschirm an den eingescannten Zeichnungen. Animationssoftware kann dabei viel automatisieren, per Hand wird beispielsweise nur noch das erste Bild einer Szene koloriert, dann koloriert der Computer alle weiteren Phasen, und schließlich werden nur noch eventuelle Fehler per Hand korrigiert.
In der Zwischenzeit werden die Hintergründe gemalt. Früher trafen sich die Hintergründe mit den bemalten Folien unter der Kamera wieder, heute werden auch sie eingescannt oder sogar ganz am Computer gemalt. Das Zusammenstellen (Compositing) der verschiedenen Teile der Animation über dem Hintergrund bietet Gelegenheit, noch Spezialeffekte einzufügen. Sind alle Einzelteile eingefügt, wird die Szene gerendert und entweder digital gespeichert oder auf Film ausbelichtet.
Für sich wiederholende Bewegungen oder Abläufe werden Endlosschleifen oder Animationszyklen erstellt. Beispiele hierfür sind Fließbewegungen in Gewässern, laufende oder fliegende Tiere oder sich bewegende Fahrzeuge, die vor einen sich ändernden Hintergrund gelegt werden. Im Falle einer schreitenden Vorwärtsbewegung wird die Figur animiert, einen Schritt mit dem einen Fuß, dann einen Schritt mit dem anderen Fuß zu machen und dieses dann in einen Loopzyklus gesetzt, so dass die Bewegungen sich nahtlos aneinanderreihen.

## Moderne Zeichentrickfilme
Die Produktion von abendfüllenden Zeichentrickfilmen fürs Kino ist seit 2004 zurückgegangen. Der Erfolg von Pixar und anderen Produzenten von CGI-Animationsfilmen bewog das Management der Walt Disney Company, keine klassischen Zeichentrickfilme mehr zu produzieren. Die Kühe sind los (2004) sollte der vorläufig letzte Kino-Zeichentrickfilm der Disney-Studios sein. Mit Küss den Frosch kehrte Disney 2009 jedoch zum klassischen Zeichentrickfilm zurück. Auch andere Studios sind von der Umorientierung ihrer Geldgeber weg vom 2-D, hin zum 3-D-Film betroffen, obwohl der wirtschaftliche Erfolg Pixars eher in seiner inhaltlichen und künstlerischen Virtuosität begründet liegt. Nachdem Disney Pixar für 7,4 Milliarden US-Dollar übernommen hat, entschied John Lasseter als neuer künstlerischer Leiter Disneys, diese Managemententscheidung rückgängig zu machen.
Weltweit werden weiterhin lange Zeichentrickfilme, vor allem aber Fernsehserien produziert. Disney selbst betreibt Studios in Japan und Australien, die in klassischer Technik hauptsächlich für den wachsenden Home-Video-Markt arbeiten. In Japan (Studio Ghibli), Korea (SEK Trickfilmstudios in Nordkorea), Taiwan und China wächst die Trickfilmindustrie, die entweder als Zulieferer für europäische und amerikanische Firmen arbeitet oder mit Produktionen in Eigenregie vor allem den heimischen Markt beliefert. Herausragende künstlerische Persönlichkeiten wie Hayao Miyazaki verweigern sich grundsätzlich dem 3-D-Boom: „Wir benutzen die Technik, die grafisch am besten aussieht. Und Handzeichnungen sind dazu immer noch die geeignetste Methode.“
In Europa werden dank des Cartoon-Programms der EU in den letzten Jahren verstärkt abendfüllende Zeichentrickfilme hergestellt, die meisten davon für Kinder. Durch die Fortschritte der computergestützten Produktion verschwimmen die Grenzen zwischen 2D und 3D zusehends, entscheidend für die Wahl eines Produktionsdesigns sind nicht mehr so sehr die Kosten, sondern hauptsächlich künstlerische und Marketing-Gründe.